# Oroci
Gli Oroci od Oročon (auto designazione: Nani; da non confondere con gli Orok dell'isola di Sachalin o con gli Oroqen della Cina) sono un gruppo etnico del Kraj di Chabarovsk, in Russia. Parlano la lingua orocia, appartenente alla famiglia linguistica delle lingue tunguse. Secondo il censimento del 2002 vi erano 686 Oroci in Russia.
Gli Oroci sono tradizionalmente collocati nelle regioni meridionali del Kraj di Chabarovsk e sui fiumi Amur e Kopp, in Russia. Nel XIX secolo, molti componenti di questo gruppo migrarono verso Sachalin. Nei primi anni trenta del XX secolo, fu creato il Distretto Nazionale Oroci, che fu cancellato dalle autorità dopo poco tempo per "mancanza di gruppi etnici indigeni nella regione". Siccome non hanno mai avuto un linguaggio scritto, la quasi totalità degli Oroci parla oggi la lingua russa. La loro lingua originaria, la lingua orocia, è in via di estinzione. Gli Oroci praticano la sciamanesimo, il cristianesimo ortodosso e il buddhismo.